# Sporobolus montanus
Espèce
Synonymes
- Vilfa montana Hook.f.[1]

Sporobolus montanus est une espèce de plantes monocotylédones de la famille des Poaceae, sous-famille des Chloridoideae, endémique du Cameroun.
C’est une herbe pérenne, de 15-30 cm de haut, appartenant au groupe des Angiospermes et au sous-groupe de Monocotylédones. Elle est connue aussi sous le nom de Vilfa montana Hook. f. 

## Description
Sporobolus montanus est une plante herbacée vivace, densément cespiteuse, aux tiges (chaumes) dressées de 15 à 30 cm de long.  Les gaines basales fibreuses, desséchées persistent à la base des tiges. Le limbe foliaire, involuté, est linéaire, de 2 à 10 cm de long sur 1 à 2 mm de large. La ligule est réduite à une rangée de poils. 
L'inflorescence est une panicule ouverte, pyramidale, de 4 à 8 cm de long, aux ramifications étalées et verticillées.
Les épillets, vert foncé et longs de 3,8 à 4 mm, sont portés aux extrémité des ramifications et comptent un fleuron fertile. Ils se désarticulent à maturité sous le fleuron fertile.
Ils sont sous-tendus par deux glumes membraneuses similaires, la glume supérieure, pourpre ou noire, est plus longue que la lemme adjacente.
Le fruit est un caryopse ellipsoïde, comprimé latéralement, de 1,5 mm de long, au péricarpe tendre, libre.

## Distribution et habitat
L'aire de répartition de Sporobolus montanus est limitée au Cameroun où elle se rencontre sur le mont Cameroun, entre 2 000 et 4 000 mètres d'altitude et sur les montagnes de Bamenda.
Cette espèce se trouve  sur  les sols  peu  profonds  ou  directement sur la lave.

## Utilisation
C’est une plante utilisée comme fourrage.